# Cabeço Rodondo
O Cabeço Rodondo é uma elevação portuguesa localizada no concelho da Madalena, ilha do Pico, arquipélago dos Açores.
Este acidente geológico tem o seu ponto mais elevado a 705 metros de altitude acima do nível do mar. Esta elevação tem nas suas proximidades o Cabeço da Lavandeira, o Chão Verde, o Cabeço do Silvado e o Cabeço do Mistério.